# Valentovce
Valentovce (em húngaro: Valentóc; ucraniano: Валентівці) é um município da Eslováquia, situado no distrito de Medzilaborce, na região de Prešov. Tem 2,21 km² de área e sua população em 2018 foi estimada em 42 habitantes.

## Demografia
| Ano:        | 1994 | 2004    | 2014    | 2024    |
| ----------- | ---- | ------- | ------- | ------- |
| Broj ljudi: | 55   | 39      | 43      | 38      |
| Razlika:    |      | -29,09% | +10,25% | -11,62% |

| Ano:               | 2023 | 2024   |
| ------------------ | ---- | ------ |
| Número de pessoas: | 37   | 38     |
| Diferença:         |      | +2,70% |